# Spencer Smith (sciatore)
Spencer Smith (14 febbraio 1998) è un ex sciatore alpino statunitense.

## Biografia
Sciatore polivalente attivo dal dicembre del 2014, in Nor-Am Cup Spencer Smith ha esordito il 19 marzo 2015 a Sugarloaf in supergigante (63º), ha colto l'unico podio il 5 gennaio 2019 a Mont Sainte-Marie in slalom parallelo (2º) e ha preso per l'ultima volta il via l'8 gennaio 2020 a Stowe/Spruce Peak in slalom speciale, senza completare la prova. Si è ritirato nel febbraio del 2024; non ha debuttato in Coppa del Mondo e non ha preso parte a rassegne olimpiche o iridate.

## Palmarès

### Nor-Am Cup
- Miglior piazzamento in classifica generale: 66º nel 2019
- 1 podio:
  - 1 secondo posto